# BCV Volley Cup 1992
La BCV Volley Cup di pallavolo femminile 1992 si è svolto dal 15 al 19 aprile 1992 a Montreux, in Svizzera. Al torneo hanno partecipato 8 squadre nazionali e la vittoria finale è andata per la terza volta a Cuba.

## Squadre partecipanti
- Brasile
- Cina
- Comunità degli Stati Indipendenti
- Corea del Sud
- Cuba
- Paesi Bassi
- Stati Uniti
- Svizzera

## Gironi
| Girone A                   | Girone B                                                                |
| -------------------------- | ----------------------------------------------------------------------- |
| Brasile Cina Cuba Svizzera | Comunità degli Stati Indipendenti Corea del Sud Paesi Bassi Stati Uniti |

## Fase finale

### Finali 1º e 3º posto
|  | Semifinali    | Semifinali    | Semifinali |      |      | Finale 1º/2º posto | Finale 1º/2º posto | Finale 1º/2º posto |  |
|  |               |               |            |      |      |                    |                    |                    |  |
|  | Cuba          | Cuba          | 3          |      |      |                    |                    |                    |  |
|  | Cuba          | Cuba          | 3          |      |      |                    |                    |                    |  |
|  | Corea del Sud | Corea del Sud | 1          |      |      |                    |                    |                    |  |
|  | Corea del Sud | Corea del Sud | 1          |      | Cuba | Cuba               | 3                  |                    |  |
|  |               |               |            |      | Cuba | Cuba               | 3                  |                    |  |
|  |               |               | Cina       | Cina | 2    |                    |                    |                    |  |
|  | Cina          | Cina          | Cina       | Cina | 2    | 3                  |                    |                    |  |
|  | Cina          | Cina          |            |      |      | 3                  |                    |                    |  |
|  | Stati Uniti   | Stati Uniti   | ?          |      |      | Finale 3º/4º posto | Finale 3º/4º posto | Finale 3º/4º posto |  |
|  | Stati Uniti   | Stati Uniti   | ?          |      |      |                    |                    |                    |  |
|  |               |               |            |      |      |                    |                    |                    |  |
|  |               |               |            |      |      | Corea del Sud      | Corea del Sud      | 3                  |  |
|  |               |               |            |      |      | Corea del Sud      | Corea del Sud      | 3                  |  |
|  |               |               |            |      |      | Stati Uniti        | Stati Uniti        | 1                  |  |

### Finale 5º e 7º posto
|  | Semifinali                        | Semifinali                        | Semifinali |         |                                   | Finale 5º/6º posto                | Finale 5º/6º posto | Finale 5º/6º posto |  |
|  |                                   |                                   |            |         |                                   |                                   |                    |                    |  |
|  | Brasile                           | Brasile                           | 3          |         |                                   |                                   |                    |                    |  |
|  | Brasile                           | Brasile                           | 3          |         |                                   |                                   |                    |                    |  |
|  | Paesi Bassi                       | Paesi Bassi                       | ?          |         |                                   |                                   |                    |                    |  |
|  | Paesi Bassi                       | Paesi Bassi                       | ?          |         | Comunità degli Stati Indipendenti | Comunità degli Stati Indipendenti | 3                  |                    |  |
|  |                                   |                                   |            |         | Comunità degli Stati Indipendenti | Comunità degli Stati Indipendenti | 3                  |                    |  |
|  |                                   |                                   | Brasile    | Brasile | ?                                 |                                   |                    |                    |  |
|  | Comunità degli Stati Indipendenti | Comunità degli Stati Indipendenti | Brasile    | Brasile | ?                                 | 3                                 |                    |                    |  |
|  | Comunità degli Stati Indipendenti | Comunità degli Stati Indipendenti |            |         |                                   | 3                                 |                    |                    |  |
|  | Svizzera                          | Svizzera                          | ?          |         |                                   | Finale 7º/8º posto                | Finale 7º/8º posto | Finale 7º/8º posto |  |
|  | Svizzera                          | Svizzera                          | ?          |         |                                   |                                   |                    |                    |  |
|  |                                   |                                   |            |         |                                   |                                   |                    |                    |  |
|  |                                   |                                   |            |         |                                   | Paesi Bassi                       | Paesi Bassi        | 3                  |  |
|  |                                   |                                   |            |         |                                   | Paesi Bassi                       | Paesi Bassi        | 3                  |  |
|  |                                   |                                   |            |         |                                   | Svizzera                          | Svizzera           | ?                  |  |

## Classifica finale
| Classifica | Squadre                           |
| ---------- | --------------------------------- |
|            | Cuba                              |
|            | Cina                              |
|            | Corea del Sud                     |
| 4          | Comunità degli Stati Indipendenti |
| 5          | Stati Uniti                       |
| 6          | Brasile                           |
| 7          | Paesi Bassi                       |
| 8          | Svizzera                          |